# Eberhard Umbach
Eberhard Umbach (Bad Lauterberg im Harz, 1948) è un fisico tedesco.

## Biografia
Studiò fisica presso l'Università tecnica di Monaco e  conseguì il dottorato nel 1980 con il massimo dei voti. Dopo aver condotto ricerche negli Stati Uniti, prese l'abilitazione presso l'Università di Monaco nel 1986.
Umbach è stato professore all'Università di Stoccarda dal 1987 al 1993 e professore presso l'Università di Würzburg dal 1993 al 2007.
Dal 2006 al 2008 è stato presidente della German Physical Society. Da maggio 2007 fino a settembre 2009 è stato presidente del Centro di ricerca di Karlsruhe. Dal 1º ottobre 2009 Eberhard Umbach ha lavorato insieme a Horst Hippler come uno dei due presidenti dell'Istituto di tecnologia di Karlsruhe, fino a diventare presidente unico nel 2012, dopo che Hippler è diventato presidente della Conferenza dei rettori tedeschi.